# Callopistria rufulus
Callopistria rufulus är en fjärilsart som beskrevs av Rothschild 1924. Callopistria rufulus ingår i släktet Callopistria och familjen nattflyn. Inga underarter finns listade i Catalogue of Life.